# Албі
Албі (рум. Albi) — село у повіті Сібіу в Румунії. Входить до складу комуни Слімнік.
Село розташоване на відстані 220 км на північний захід від Бухареста, 18 км на північний схід від Сібіу, 105 км на південний схід від Клуж-Напоки, 110 км на захід від Брашова.

## Населення
За даними перепису населення 2002 року у селі проживали 2 особи.